# Droga krajowa nr 17 (Polska)
Droga krajowa nr 17 – droga krajowa klasy GP (ruch główny przyspieszony) oraz klasy S we wschodniej części Polski przebiegająca południkowo od wschodnich granic Warszawy (okolica Starej Miłosny i Zakrętu) do drogowego przejścia granicznego Polski z Ukrainą w Hrebennem przez województwa mazowieckie oraz lubelskie. Nazywana jest Szosą Lubelską. Łączy również aglomeracje warszawską oraz lubelską. Jej długość to ok. 306 km.
W całości jest polską częścią europejskiego szlaku E372 utworzonego w 1996 roku.
Na odcinku od węzła Kurów-Zachód do węzła Piaski-Wschód (71 km) przebiega wraz z drogą ekspresową S12, z którą tworzy główną oś transportową województwa lubelskiego.

## Historia numeracji
Na przestrzeni lat trasa posiadała różne oznaczenia:

| Numer | Numer | Przebieg | Lata obowiązywania              | Źródło | Uwagi |
| ----- | ----- | --- | ------------------------------- | --- | --- |
| 8     | 8     | (Warszawa) Miłosna – Moszczanka – Lublin – Zamość – Bełżec – Żółkiew                                                                          | 1920 – lata 30.                 | Ustawa z dnia 10 grudnia 1920 o budowie i utrzymaniu dróg publicznych w Rzeczypospolitej Polskiej (Dz.U. z 1921 r. nr 6, poz. 32) | |
| 9     | 9     | (Warszawa) Miłosna – Moszczanka – Lublin – Zamość – Bełżec – Żółkiew                                                                          | lata 30. – 1952                 | Mapa samochodowa Polski (stan dróg) na rok 1939/40, Warszawa | |
| 14    | E81   | Warszawa – Zakręt – Kołbiel – Garwolin – Ryki – Kurów – Lublin – Świdnik – Piaski – Zamość – Tomaszów Lubelski – Bełżec – Hrebenne            | 1952 – 1985                     | - Mapa samochodowa Polski 1:1 000 , Warszawa: Państwowe Przedsiębiorstwo Wydawnictw Kartograficznych, 1962. Brak numerów stron w książce - Atlas samochodowy Polski 1:500 000. Wyd. IV. Warszawa: Państwowe Przedsiębiorstwo Wydawnictw Kartograficznych, 1965. Brak numerów stron w książce - Samochodowy atlas Polski 1:500 000. Wyd. V. Warszawa: Państwowe Przedsiębiorstwo Wydawnictw Kartograficznych, 1979. ISBN 83-7000-017-7. Brak numerów stron w książce | 1. po latach 60. krajowa numeracja utajona – nie umieszczana na mapach oraz drogowskazach 2. brak możliwości przekraczania ówczesnej granicy polsko-radzieckiej |
| 17    | E372  | (Warszawa) Zakręt – Garwolin – Ryki – Kurów – Lublin – Piaski – Krasnystaw – Zamość – Tomaszów Lubelski – Bełżec – Hrebenne – granica państwa | od 1985 z późniejszymi zmianami | - Uchwała nr 192 Rady Ministrów z dnia 2 grudnia 1985 r. w sprawie zaliczenia dróg do kategorii dróg krajowych (M.P. z 1986 r. nr 3, poz. 16) - Mapa samochodowa Polski 1:700 000. Wyd. 1. Szczecin: Wydawnictwo Kartograficzne KOMPAS, 1996/1997. ISBN 83-904373-2-5. Brak numerów stron w książce - Mapa samochodowa Polski 1:700 000. Wyd. II zmienione i poprawione. Szczecin: Wydawnictwo Kartograficzne KOMPAS, 1997/1998. ISBN 83-904373-3-3. Brak numerów stron w książce - Rozporządzenie Rady Ministrów z dnia 15 grudnia 1998 r. w sprawie ustalenia wykazu dróg krajowych i wojewódzkich (Dz.U. z 1998 r. nr 160, poz. 1071) – wykaz dróg krajowych przed rokiem 2000 - Zarządzenie nr 6 Generalnego Dyrektora Dróg Publicznych z dnia 9 maja 2000 r. w sprawie nowych numerów dróg krajowych · (wykaz dróg w archiwum Rzeczpospolitej ) | 1. od połowy lat 90. część trasy europejskiej E372 2. lokalne zmiany przebiegu spowodowane oddawaniem do ruchu odcinków drogi ekspresowej S17                   |

## Historia budowy
W jej skład wchodzą: na odcinku Warszawa-Piaski trakt uściługski zbudowany w latach 1832–1835 przez Franciszka Christianiego, na odcinku Piaski-Tomaszów Lubelski szosa lubelsko-tomaszowska – odcinek Piaski-Zamość został zbudowany w latach 1834–1835 przez Macieja Bajera, do Tomaszowa Lubelskiego został przedłużony w latach 40. XIX wieku. Do lat osiemdziesiątych XX wieku trasa wraz z dzisiejszą drogą krajową nr 7 miała oznaczenie E81 (Gdańsk – Elbląg – Warszawa – Lublin – Zamość – Hrebenne).
28 kwietnia 2008 do użytku została oddana 2-kilometrowa obwodnica Hrebennego. Jej budowa trwała od lipca 2006 roku do stycznia 2008 i pochłonęła 35 mln zł.

## Droga ekspresowa S17
W przyszłości rolę drogi krajowej nr 17 ma zająć droga ekspresowa S17.

### Istniejące odcinki S17 (połączone w jeden ciąg)
- Węzeł Lubelska – Garwolin – dwujezdniowa (odcinek między węzłami Lubelska – Wiązowna trzypasmowa) droga ekspresowa o długości 20 km. Odcinek oddano w lipcu 2020 roku, od 22 grudnia 2020 odcinek zaliczono do drogi ekspresowej.
- Obwodnica Garwolina – dwujezdniowa droga ekspresowa o długości 12,8 km omijająca miasto od zachodu, oddana do użytku 26 września 2007 roku.
- obwodnica Garwolina – koniec obwodnicy Gończyc ok. 12,2 km, oddana do użytku w 2019;
- koniec obwodnicy Gończyc – granica województw mazowieckiego i lubelskiego ok. 13 km, oddana do użytku w 2019;
- granica województw lubelskiego i mazowieckiego – Skrudki ok. 20,2 km, oddana do użytku w 2019;
- Skrudki – Kurów Zachód – dwujezdniowa droga ekspresowa o długości 13,2 km, oddana do użytku 19 czerwca 2019;
- Kurów-Zachód – Piaski-Wschód (odcinek wspólny z S12) – dwujezdniowa droga ekspresowa o długości 71 km, w skład której wchodzi północna i wschodnia Obwodnica Lublina. Na ten odcinek składają się następujące fragmenty oddawane do użytku w różnych terminach:
  - Kurów-Zachód – Jastków (23 km) – fragment budowany w latach 2011–2013 przez spółkę „Mota Engil”, oddany do użytku 28 maja 2013 roku[5].
  - Jastków – Lublin-Sławinek (8 km) – fragment budowany w latach 2011–2014 przez spółkę „Budimex”, oddany do użytku 25 września 2014 roku ze względu na problemu z osiadaniem gruntu w dolinie rzeki Ciemięgi.
  - Lublin-Sławinek – Lublin-Rudnik (10 km) – północna obwodnica Lublina, budowana w latach 2011–2014 przez hiszpańską spółkę „Dragados”. Odcinek wspólny zarówno z S12, jak i z S19. Pierwotny termin otwarcia to 5 grudnia 2013 roku, następnie sierpień 2014[6], oddana do użytku 31 października 2014 roku.
  - Lublin-Rudnik – Lublin-Felin (13 km) – wschodnia obwodnica Lublina, budowana w latach 2011–2014 przez hiszpańską spółkę „Dragados”, oddana do użytku 15 października 2014 roku.
  - Lublin-Felin – Piaski-Zachód (13 km) – przebudowa dwujezdniowej drogi krajowej klasy GP na drogę ekspresową w latach 2010–2013 przez spółkę „Budimex”, oddana do użytku 11 lipca 2013 roku[6].
  - Piaski-Zachód – Piaski-Wschód (4 km) – obwodnica Piask omijająca miasto od północy budowana była w latach 2002–2004, jednak wówczas oznaczono ją jako dwujezdniowa droga krajowa klasy GP, oznaczenie jako droga ekspresowa nastąpiło 11 lipca 2013 roku.

### Odcinki S17 w realizacji
- Zamość Wschód – Tomaszów Lubelski Północ (Projektowanie)
- Tomaszów Lubelski Północ – Tomaszów Lubelski Południe (II etap)
- Tomaszów Lubelski Południe – Hrebenne (początek obwodnicy) (Projektowanie)

### Odcinki S17 w przetargu na wykonanie
- Piaski Wschód – Łopiennik
- Krasnystaw Północ – Zamość Sitaniec

### Odcinki S17 planowane
- Łopiennik – Krasnystaw Północ
- Zamość Sitaniec – Zamość Wschód

## Ważniejsze miejscowości położone przy 17
- Warszawa (przedmieście Zakręt)
- Wiązowna – obwodnica
- Otwock (Wólka Mlądzka)
- Ostrów – obwodnica S17
- Kołbiel – obwodnica S17
- Garwolin – obwodnica ekspresowa S17
- Gończyce – obwodnica ekspresowa S17
- Ryki – obwodnica S17
- Żyrzyn – obwodnica  S17
- Lublin – obwodnica (S12, S17, S19)
- Świdnik – obwodnica S12, S17
- Piaski – obwodnica (droga ekspresowa S12 i S17)
- Fajsławice
- Krasnystaw – obwodnica
- Izbica
- Zamość – Obwodnica Hetmańska
- Łabunie
- Krynice
- Tarnawatka
- Tomaszów Lubelski – obwodnica S17
- Bełżec
- Lubycza Królewska
- Hrebenne – obwodnica